# Plectranthus scebeli
Plectranthus scebeli là một loài thực vật có hoa trong họ Hoa môi. Loài này được (Chiov.) Ryding miêu tả khoa học đầu tiên năm 1999.